# Idaea roseomarginaria
Idaea roseomarginaria är en fjärilsart som beskrevs av Inoue 1958. Idaea roseomarginaria ingår i släktet Idaea och familjen mätare. Inga underarter finns listade i Catalogue of Life.